# جون بوروز
جون بوروز (بالإنجليزية: John Burroughs)‏ كاتب وعالم أمريكي اختص في دراسة التاريخ الطبيعي، وكان من الناشطين في حركة الحفاظ على البيئة في الولايات المتحدة.

## وصلات خارجية
- جون بوروز على موقع الموسوعة البريطانية (الإنجليزية)
- جون بوروز على موقع ميوزك برينز (الإنجليزية)
- جون بوروز على موقع إن إن دي بي (الإنجليزية)